# Филатов, Леонид Алексеевич
Леони́д Алексе́евич Фила́тов (24 декабря 1946, Казань, Татарская АССР, СССР — 26 октября 2003, Москва, Россия) — советский и российский актёр театра и кино, кинорежиссёр, поэт, драматург, публицист, телеведущий; народный артист Российской Федерации (1995), лауреат Государственной премии Российской Федерации (1996).

## Биография

### Ранние годы
Родился 24 декабря 1946 года в Казани. Отец — Алексей Еремеевич Филатов, участник Великой Отечественной войны, сержант, кавалер ордена Славы 3-й степени (1914—1982); мать — Клавдия Николаевна Филатова (1923—2007).
В 1965 году после окончания школы Леонид Филатов приехал в Москву, рассчитывая поступать на режиссёрский факультет ВГИКа. Попытка была неудачной, и Филатов по совету одноклассника решил сдать экзамены на актёрский факультет Щукинского училища и был принят на курс Веры Львовой и Леонида Шихматова. В 1969 году окончил театральное училище вместе с Н. Руслановой, А. Кайдановским, Б. Галкиным, Н. Гурзо, В. Качаном, И. Дыховичным, А. Вертинской, А. Халецким, Я. Арлазоровым.

### Творчество

#### Театр
В 1969 году Филатов был принят в труппу Московского театра на Таганке. Первая главная роль — Ведущий — в спектакле «Что делать?». Играл в спектаклях «Мастер и Маргарита», «Вишнёвый сад», «Дом на набережной», «Пристегните ремни», «Пугачёв», «Антимиры», «Товарищ, верь»; исполнил роли Горацио в «Гамлете», Кульчицкого в «Павших и живых», Федерциони в «Жизни Галилея»; «Игроки-21» (творческое объединение «Артель артистов Сергея Юрского»).
В 1985—1987 годах «Таганку» возглавлял Анатолий Эфрос, а Филатов в это время работал в театре «Современник», затем вернулся в «Таганку».
В 1993 году вместе с Николаем Губенко, Натальей Сайко, Ниной Шацкой и другими актёрами создал творческое объединение «Содружество актёров Таганки».

#### Кинематограф и телевидение
С 1970 года Филатов успешно работал в кино: снялся в фильмах «Город первой любви», «Экипаж», «Женщины шутят всерьёз», «Грачи», «Петля», «Из жизни начальника уголовного розыска», «Успех», «Чичерин», «Забытая мелодия для флейты», «Город Зеро», «Благотворительный бал».
В 1989 году Леонид Филатов был избран секретарём Союза кинематографистов СССР и руководителем актёрского отдела.
В 1990 году снял по своему сценарию фильм «Сукины дети», сыграв в нём одну из ролей.
Вскоре после выхода картины «Благотворительный бал», где Филатов сыграл главную роль, у него начались серьёзные проблемы со здоровьем, из-за чего Филатов был вынужден завершить карьеру киноактёра и сосредоточился на работе на телевидении. С 9 ноября 1993-го по 25 октября 2003 года он вёл на 1-м канале Останкино (позже — на ОРТ/«Первом канале») цикл документальных программ «Чтобы помнили», посвящённых известным в прошлом, но незаслуженно забытым актёрам советского кино, ушедшим из жизни. С 1995 года проект производился телекомпанией REN-TV.

### Деятельность в образовании
В 1989 году Леонид Филатов познакомился с постановкой спектакля «Про Федота-стрельца, удалого молодца» в исполнении юных артистов театральной школы московского мюзикл-театра «Монотон». Он был удивлён и обрадован тем, что дети смогли удачно сыграть пьесу, адресованную взрослым. Актёр согласился стать художественным руководителем детского актёрского центра, в 1991 году ставшим Московским гуманитарным актёрским лицеем, единственным в России учебным заведением, где школьники получают театральное образование с первого класса.
Именно вмешательству Филатова руководство школы благодарно за то, что её не закрыли в 1996 году, когда артист, уже очень больной, приехал из больницы на заседание комиссии, посвящённое будущему школы. Здоровье не позволило Филатову полноценно преподавать, хотя такое желание у него было. Однако он периодически приезжал в школу, участвовал в работе художественного совета, смотрел все новые спектакли, обсуждал их, помогал выбирать репертуар.
В 2010 году школе «Монотон», ставшей теперь Московским театральным колледжем, правительством Москвы присвоено имя Леонида Филатова.

### Семья
Отец Филатова умер в 1982 году, был похоронен на Ашхабадском городском кладбище.
Первая жена — Лидия Кузьминична Савченко (род. 8 ноября 1941), актриса.
Вторая жена (с 1982) — Нина Шацкая (1940 — 2021), заслуженная артистка РФ (2008).

### Последние годы
В 1993 году Филатов перенёс инсульт, в 1997 году — операцию по удалению почек. Более двух лет он провёл на гемодиализе — аппарате «искусственная почка».
В октябре 1997 года актёру была сделана операция по пересадке донорской почки.
В октябре 2003 года Филатов простудился, началась двусторонняя пневмония.
С 16 октября в тяжёлом состоянии находился в отделении реанимации Центральной клинической больницы. Всё это время был подключён к аппарату искусственного дыхания в состоянии «лекарственного и медикаментозного сна». Для лечения необходимо было принимать повышающие иммунитет препараты, что противопоказано при пересаженных органах из-за многократно повышающегося риска отторжения донорского органа. Спустя 10 дней, 26 октября 2003 года, Леонид Филатов умер на 57-м году жизни.
29 октября состоялось отпевание актёра в храме Воскресения Словущего на Успенском Вражке, церемония прощания прошла в Центральном доме кино. Похоронен на Ваганьковском кладбище в Москве.

## Признание и награды

### Государственные награды
- Заслуженный артист РСФСР (9 июля 1987 года)
- Народный артист Российской Федерации (28 декабря 1995 года) — "за большие заслуги в области искусства"[2]
- Государственная премия Российской Федерации в области литературы и искусства 1995 года (в области кино и телевидения) (27 мая 1996 года) — "за цикл телевизионных передач «Чтобы помнили»"[3]

### Общественные награды
- Почётный кинематографист России (1 октября 2003 года, Министерство культуры Российской Федерации) — за многолетний и плодотворный труд, достигнутые успехи в области кинематографии и в связи с 40-летием Российского агентства «Информкино»[16]
- Премия «ТЭФИ» (Специальный приз Академии российского телевидения, 1996)[17]
- Премия «Триумф» (1996)
- Приз за лучшее исполнение мужской роли в фильме «Чичерин» на МКФ в Карловых Варах (ЧССР, 1986)
- Гран-при на ОРКФ «Кинотавр» в Сочи — за фильм «Сукины дети» (1991)
- Премия литературного журнала «Октябрь» за комедию «Лисистрата» (1998)
- Международная премия «Поэзия» в номинации «Русь поющая» (2000)

## Фильмография

### Актёрские работы
- 1970 — Город первой любви — Борис, шофёр
- 1978 — Иванцов, Петров, Сидоров — Алексей Петрович Петров
- 1979 — Экипаж — Игорь Скворцов, бортинженер
- 1980 — Вам и не снилось… — Михаил
- 1980 — Кто заплатит за удачу? — Фёдор Чумак, карточный шулер
- 1980 — Откуда в траве рыба? (к/м)
- 1981 — Женщины шутят всерьёз — Борис Проворный
- 1981 — С вечера до полудня — Ким Жарков, сын писателя
- 1981 — Ярослав Мудрый — воевода Твердислав
- 1982 — Голос — Сергей Анатольевич
- 1982 — Грачи — Виктор Грач
- 1982 — Избранные — господин Б. К.
- 1983 — Из жизни начальника уголовного розыска — Слепнёв
- 1983 — Исповедь его жены — Ричард Бекрайтис
- 1983 — Петля — инспектор Васильев
- 1983 — Соучастники — следователь Хлебников
- 1984 — Европейская история — журналист Хайнц Ренке
- 1984 — Успех — Геннадий Максимович Фетисов
- 1985 — Берега в тумане — Дмитрий Степанович Шелапугин
- 1986 — Чичерин — Чичерин
- 1986 — Чужая белая и рябой — озвучил роль Л. Лауцявичуса
- 1987 — Забытая мелодия для флейты — Леонид Филимонов
- 1987 — Загон — Крафт / Мустафа ас-Салем
- 1987 — Претендент — Тед Стивенс
- 1988 — Город Зеро — инженер Алексей Варакин
- 1988 — Радости земные — Клим Бобрищев
- 1988 — Шаг — Гусев
- 1990 — Сукины дети — Юрий Михайлович
- 1992 — Алиса и Букинист — эпизод
- 1993 — Благотворительный бал — Виктор Бершадский
- 1993 — Свобода или смерть или Любовные похождения Толика Парамонова (не окончен) — Толик Парамонов

### Автор текстов песен
- 1982 — Трест, который лопнул

### Озвучивание мультфильмов
- 1977 — Тебе — атакующий класс! — читает текст

### Телеспектакли
- 1973 — Фредерик Моро (телеспектакль) — Фредерик Моро
- 1976 — Мартин Иден (телеспектакль) — Бриссенден
- 1977 — Кошка на радиаторе (телеспектакль) — Валентин Кузнецов
- 1977 — Любовь Яровая (телеспектакль) — Михаил Яровой
- 1978 — Часы с кукушкой (телеспектакль) — Валентин Николаевич Кузнецов
- 1978 — Эцитоны Бурчелли (телеспектакль) — Афанасий Хвощ
- 1978 — Капитанская дочка (телеспектакль) — Швабрин
- 1979 — Осторожно, ремонт! (телеспектакль) — Валентин Кузнецов
- 1979 — Ярость (телеспектакль)
- 1981 — Повести Белкина (телеспектакль) — Сильвио
- 1988 — Про Федота-стрельца, удалого молодца — автор и исполнитель
- 1993 — Игроки-XXI (телеспектакль) — Ихарев

### Режиссёрские работы
- 1990 — Сукины дети

## Память
Леониду Филатову были посвящёны ряд документальных фильмов:
- Телепрограмма из цикла «Шоу-досье». Ведущий — Лион Измайлов (1 мая 1992). Шоу-досье. Леонид Филатов.  88 мин. МТК «Москва». {{cite episode}}: |series= пропущен или пуст (справка)[18]
- О, не лети так, жизнь… (2000)
- Чтобы помнили. Выпуск 114 (2003)
- Звёзды эфира (2005)
- Как уходили кумиры. Леонид Филатов (2005)
- Я не могу больше жить (2006) (в 2010 вышел повторно под названием «Жил, чтобы помнили»)
- Цена успеха Леонида Филатова (2006)
- Сказ про быль Леонида Филатова (2006)
- Последние 24 часа (2007)
- Чтобы помнили (концерт памяти актёра) (2010)
- Леонид Филатов. Чтобы помнили (2011)
- Острова. Леонид Филатов (2011)
- Таланты и поклонники (2011)
- Надеюсь, я вам не наскучил… (2016)
- Высший пилотаж (2016)
- Раскрывая тайны звёзд (2017)
- Последний день (2017)

Также в 2010 году в честь актёра был назван Московский государственный театральный колледж в Митино. В 2014 году учреждёна литературная премия имени Леонида Филатова «Филатов-фест».